# Stargard (comune rurale)
Stargard Szczeciński è un comune rurale polacco del distretto di Stargard Szczeciński, nel voivodato della Pomerania Occidentale.
Ricopre una superficie di 318,47 km² e nel 2005 contava 11 259 abitanti.
Il capoluogo è Stargard, che non fa parte del territorio ma costituisce un comune a sé.